# Fiamignano

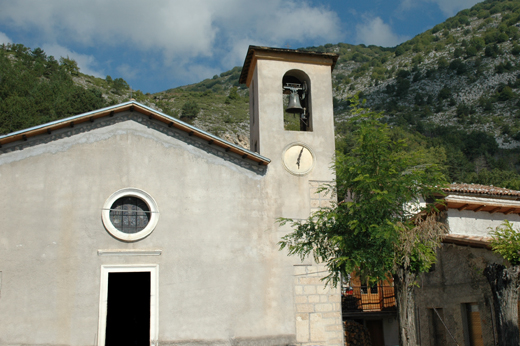
Kerk van Fiamignano

Fiamignano is een gemeente in de Italiaanse provincie Rieti (regio Latium) en telt 1579 inwoners (31-12-2004). De oppervlakte bedraagt 100,8 km², de bevolkingsdichtheid is 15 inwoners per km².

## Demografie
Fiamignano telt ongeveer 739 huishoudens. Het aantal inwoners daalde in de periode 1991-2001 met 14,0% volgens cijfers uit de tienjaarlijkse volkstellingen van ISTAT.
| Jaar | Inwoneraantal |
| ---- | ------------- |
| 1991 | 1864          |
| 2001 | 1603          |

## Geografie
De gemeente ligt op ongeveer 988 m boven zeeniveau.
Fiamignano grenst aan de volgende gemeenten: Antrodoco, Borgo Velino, Pescorocchiano, Petrella Salto, Scoppito (AQ), Tornimparte (AQ).